# 乌鲁木齐市第一人民医院
乌鲁木齐市第一人民医院，即乌鲁木齐儿童医院是中华人民共和国新疆维吾尔自治区乌鲁木齐市的三级综合医院，北门院区位于天山区健康路1号，城北院区位于新市区安宁渠镇北辰六街3666号。其分院位于新市区河南东路806号，为二级综合医院。其前身可追溯到1933年建的伤兵医院，是中华民国新疆省最早的西医医院。

## 历史
民国22年（1933年）初，因哈密事变（哈密暴动、哈密起义），金树仁治下的新疆省政府军队和马仲英率领的中央陆军新编第三十六师在迪化（今乌鲁木齐市）展开激战，即迪化之战。为了抢救伤员，新疆省省府设立了伤兵医院，院址选择在了迪化北门附近的金顺和陶模祠堂的旧地，也就是现在乌鲁木齐市第一人民医院的所在地。医院以高价将俄国医生别达神科在南关开设的西医诊所收购，并聘请别达神科以及天主教堂的德国籍神父奚伯鼐等有医学背景的人开展内科和外科治疗工作。随后，又从驻扎在迪化的东北义勇军抽调部分医务人员到伤兵医院协助工作。民国23年（1934年），改伤兵医院为迪化市立第一医院。第二年，将迪化市立第一医院和新成立的迪化市第二医院（今新疆维吾尔自治区人民医院）合并。
新疆和平解放后，医院的北门部和南关部在1950年初到1951年底短暂分开为新疆省立第一人民医院和第二人民医院，之后合并为新疆省人民医院。1955年，随着新疆维吾尔自治区的成立，医院改名为新疆维吾尔自治区人民医院。1956年3月，新疆维吾尔自治区人民医院北门传染科与新疆维吾尔自治区公费医疗门诊部西医部和市七区卫生所病房部的部分人员合并，乌鲁木齐市第一门诊部成立。1959年5月，第一门诊部和第二门诊部合并，并于次年3月成立乌鲁木齐市人民医院。20世纪60年代，中医第五联合诊所、乌鲁木齐火车南站医务所先后并入乌鲁木齐市人民医院。1997年6月，医院经新疆维吾尔自治区人民政府批准正式挂牌成立“乌鲁木齐儿童医院”。2002年，乌鲁木齐县人民医院并入乌鲁木齐市第一人民医院，改为乌鲁木齐市第一人民医院分院。2012年，医院分院挂牌成立“乌鲁木齐市高新区（新市区）妇幼保健院”。2021年乌鲁木齐市第一人民医院分院等16家医院加入乌鲁木齐市的互联网医院平台。同年11月，乌鲁木齐市第一人民医院（乌鲁木齐儿童医院）城北院区注册登记。

## 现状
乌鲁木齐市第一人民医院隶属于乌鲁木齐市卫生健康委员会。截止2013年，医院分为两部分，其中北门院区位于中华人民共和国新疆维吾尔自治区乌鲁木齐市南部的天山区健康路1号，占地面积1.2万平方米。铁路局院区即乌鲁木齐市第一人民医院分院，坐落在乌鲁木齐北侧的新市区河南东路806号，占地面积超过2.7万平方千米。两个院区编制770张病床，实际超过1080张。截止2022年，乌鲁木齐市第一人民医院下设104个处室，其中15个科（部、室）为综合管理及后勤服务科室，89个为临床医技科室，其中北门院区有预防保健科、全科医学科、儿童保健科、眼科等38个临床医技科室，分院有预防保健科、全科医学科、妇科、产科、计划生育科、妇女保健科、儿科、儿童保健科等51个临床医技科室。截止2015年，乌鲁木齐市第一人民医院有小儿外科为新疆维吾尔自治区重点专科，心胸外科、骨科、手麻科等为乌鲁木齐市重点专科。乌鲁木齐市第一人民医院编制人数797人，实际人数1238人。乌鲁木齐市第一人民医院同时也是乌鲁木齐市儿童重症救治中心。